# James P. Goodrich
James Putnam Goodrich, né le 18 février 1864 et mort le 15 août 1940, est un homme politique américain et membre du Parti républicain qui est le 29e gouverneur de l'Indiana de 1917 à 1921. Son mandat se concentre sur la réforme des opérations du gouvernement de l'État et la supervision des contributions de l'État à la Première Guerre mondiale. Deux fois au cours de son mandat il échappe à la mort et est longtemps alité. Après son mandat de gouverneur, il devient de plus en plus riche grâce à ses intérêts commerciaux et possède une part majoritaire dans de nombreuses entreprises.

## Biographie

### Jeunesse

#### Famille et contexte
James Putnam Goodrich, né le 18 février 1864 à Winchester, Indiana, est le fils de John Baldwin et d'Elizabeth Edger Goodrich. Son père est avocat et souffre de tuberculose ; il meurt en 1872. Il fréquente des écoles publiques et a l'intention d'entrer à l'académie navale des États-Unis. Il est nommé à cette école, mais il se blesse gravement à la hanche en tombant d'un arbre, ce qui met fin à ses perspectives de carrière militaire et l'oblige à décliner l'offre.
James P. Goodrich enseigne dans les écoles publiques du comté de Randolph pendant deux ans afin d'économiser de l'argent pour l'université. Il s'inscrit ensuite à l'Université DePauw, où il est membre de la fraternité Phi Kappa Psi. À l'université, il se lie d'amitié avec Albert J. Beveridge, qui l'incite à s'engager en politique. Après avoir fréquenté l'université pendant deux ans, il est contraint d'abandonner par manque d'argent et commence à étudier le droit avec Enos Watson, le père de son camarade de classe James E. Watson.

#### Le chef du parti
Admis au barreau en 1887, James P. Goodrich pratique le droit à Winchester et s'impose rapidement dans la politique républicaine. Il est impliqué dans diverses organisations, notamment les Chevaliers du travail, le Mouvement Grange, les Chevaliers de Pythias et le Parti républicain. En 1897, il devient président du parti républicain du comté de Randolph et est ensuite élevé au rang de président de l'État de 1901 à 1910 et de membre du comité national de 1912 à 1916. Son passage à la tête du parti est difficile pour lui, car le parti est en proie à une division interne croissante sur divers points du programme progressiste. Charles W. Fairbanks tente de mener le parti vers la droite, tandis qu'Albert J. Beveridge essaie de le tirer vers la gauche. Malgré les tentatives de James P. Goodrich pour apaiser la division, le conflit entre les deux hommes divise le parti en 1912, l'aile progressiste partant pour former un nouveau parti.
En 1910, il transfère son cabinet d'avocat à Indianapolis. Ses investissements dans des fermes, les élévateurs à grains, des mines de charbon et des banques le rendent riche. Pendant les cinq années suivantes, il passe son temps à travailler dans son cabinet d'avocat et à superviser ses intérêts commerciaux. Il revient à la politique active en 1915 lorsqu'il annonce qu'il va se présenter au poste de gouverneur. L'Indiana venant de commencer à mettre en œuvre sa nouvelle méthode d'élection primaire des candidats, et à supprimer la sélection des candidats par convention. Il bat Warren T. McCray et Quincy Alden Myers par plus de 50 000 voix pour obtenir l'investiture.

### Gouverneur

#### Réforme fiscale
Lors de l'élection générale, la campagne se concentre principalement sur la prohibition et les réformes fiscales des administrations précédentes. Il bat le démocrate John AM Adair à la majorité relative lors de l'élection de novembre. L'objectif principal de James P. Goodrich est d'apporter "efficacité et économie" au gouvernement. La quasi-totalité de la principale source de revenus de l'État provient de l'impôt foncier qui est considéré comme visant injustement les agriculteurs et les régions rurales de l'État. En 1917, il tente de faire convoquer une convention constitutionnelle pour modifier la Constitution de l'Indiana afin de permettre l'imposition de taxes d'accise.
Les opposants à la taxe font pression sur l'Assemblée générale de l'Indiana pour qu'elle rejette les projets de loi sur la taxe d'accise. L'Assemblée générale approuve la convention constitutionnelle, mais les opposants  portent la mesure devant les tribunaux. La Cour suprême de l'Indiana  statue que le corps législatif n'a pas le pouvoir constitutionnel de convoquer une convention et qu'une convention ne peut être convoquée que si elle est approuvée par un vote populaire. Des décisions judiciaires antérieures avaient déclaré que le corps législatif n'avait pas non plus le pouvoir de modifier la constitution, créant ainsi une voie étroite et difficile pour la modification. La décision met fin à la tentative d'imposition de nouveaux impôts, mais lance un mouvement qui réussit dans les années suivantes.
Bien qu'il ne réussit pas à faire légaliser les taxes d'accise, il réussit à faire adopter en 1919 une loi visant à normaliser l'évaluation des impôts fonciers dans tout l'État et à accorder au State Board of Tax Commissioners le pouvoir d'annuler les évaluations locales, ce qui conduit à l'attribution de valeurs foncières plus élevées aux propriétés des villes afin que la partie rurale de l'État ne paie plus la majorité des recettes de l'État.

#### Première Guerre mondiale
James P. Goodrich entreprend plusieurs mesures pour réformer la fonction publique. Il commence par tenter d'éliminer le système de favoritisme. Il supprime de nombreux postes en n'embauchant personne pour les occuper, mais ses projets sont rapidement contrariés par la nécessité d'accroître le gouvernement de l'État afin de gérer le recrutement pour la Première Guerre mondiale, dans laquelle les États-Unis entrent en 1917. Cet État envoie plus de 130 000 soldats dans son plus grand déploiement depuis la guerre civile américaine. Au moins 3 354 soldats sont tués ou sont morts de maladie pendant la guerre. En pourcentage de la population, ce chiffre est plus élevé que celui de tout autre État. La commercialisation des obligations de guerre par James P. Goodrich connaît un grand succès, conduisant d'autres États à copier ses techniques.

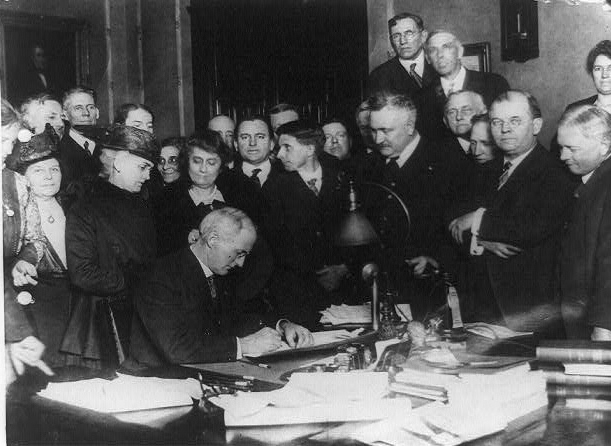
Le gouverneur James P. Goodrich signe la loi d'interdiction de l'Indiana, 1917.

En août 1917, il contracte la typhoïde après avoir visité une prison dans le nord de l'Indiana. La maladie le laisse cloué au lit pendant deux mois, frôlant la mort à plusieurs reprises. Il est soigné à l'hôpital méthodiste d'Indianapolis. Il ne revient pas à la statehouse avant novembre, mais doit s'occuper de plusieurs problèmes, dont la pénurie de charbon, depuis sa maison. Il crée une commission dirigée par Will Hays pour l'aider à organiser et à diriger les ressources de l'État.
Au printemps 1918, James P. Goodrich rentre chez lui en voiture après avoir assisté à des funérailles militaires lorsqu'il est heurté par un tramway. L'accident est très grave et il souffre de fractures de la hanche, du crâne, des côtes et de la clavicule. Il frôlé encore la mort, mais survit. L'accident le laisse très affaibli et il est contraint de marcher avec une canne pour le reste de sa vie.

#### Amendements
En 1919, le Congrès des États-Unis adopte le dix-huitième amendement à la Constitution des États-Unis, interdisant la vente d'alcool, et le dix-neuvième amendement à la Constitution des États-Unis, accordant aux femmes le droit de vote. Lors de l'adoption de chaque amendement, James P. Goodrich convoque une session législative spéciale d'une journée pour faire ratifier les amendements par l'État. Lorsqu'il a signé le 18e amendement dans la loi, l'Indiana devient le dernier État nécessaire pour l'ajouter à la constitution fédérale, ce qui marque le début de la prohibition nationale. Parmi les autres réalisations de James P. Goodrich, citons la création d'une commission des autoroutes de l'État, la création d'un département de la conservation dans la foulée du développement des parcs d'État (à la demande de son ami Richard Lieber ) et l'approbation de la création de la Place du mémorial de la Grande Guerre en Indiana. Il  convoque une session d'une journée de l'assemblée législative le 16 janvier 1920 pour ratifier  l'amendement sur le droit de vote des femmes à la Constitution des États-Unis.

### Fin de vie
En 1920, James P. Goodrich est le candidat favorite son de l'Indiana pour la nomination républicaine à la présidence, perdant face au sénateur Warren G. Harding. En tant que président, Harding nomme James P. Goodrich à la Commission de secours à la Russie. Il effectue quatre voyages en Russie, alors gouvernée par le régime bolchevique de Vladimir Lénine, et acquiert la réputation d'être l'un des observateurs américains les mieux informés de la situation dans ce pays[réf. nécessaire]. James P. Goodrich est également membre de l'American Relief Administration de Herbert Hoover et de la Commission des voies navigables du Saint-Laurent. Il reste actif dans la politique du parti républicain et fait d'importantes donations de sa fortune personnelle au Wabash College de Crawfordsville, Indiana, où il siège au conseil d'administration.
Il devient de plus en plus riche à la fin de sa vie grâce à ses investissements commerciaux. Il fonde avec succès un empire commercial qui dure près d'un siècle. Au moment de sa mort, il possédait une participation importante dans Central Newspapers, ainsi que des intérêts majoritaires dans l'Indiana Telephone Company, la Goodrich Brothers' Company, City Securities et une multitude de petites entreprises.
James P. Goodrich meurt le 15 août 1940 à l'hôpital du comté de Randolph à Winchester, Indiana, après avoir subi une hémorragie cérébrale. Il est inhumé au cimetière de Fountain Park à Winchester. Goodrich Hall du Wabash College a été nommé en son honneur.

## Résultats électoraux
Élection du gouverneur de l'Indiana en 1916.
| Parti                   | Candidat              | Voix   | %    |
| ----------------------- | --------------------- | ------ | ---- |
| Parti républicain       | James P. Goodrich     | 337831 | 47,8 |
| Parti démocrate         | John A. M. Adair (en) | 325060 | 46   |
| Parti de la prohibition | William Hickman       | 16401  | 2,3  |
| Parti progressiste      | Frank Hanly.          | 7067   | 1    |